# Antonow An-74
Die Antonow An-74 ist ein STOL-Transportflugzeug für Kurz- und Mittelstrecken aus sowjetischer bzw. ukrainischer Produktion. Ursprünglich ist diese Variante der An-72 für zivile Versorgungseinsätze in der Arktis weiterentwickelt worden. Die beiden Turbofantriebwerke sind vor bzw. über den Tragflächen angeordnet und führen den Luftstrom über die Tragflächen, um so den Auftrieb zu erhöhen (Coandă-Effekt).

## Beschreibung
Der Prototyp flog erstmals Ende 1983. Die Serienfertigung in Charkiw lief 1985 an. Aufgrund ihrer STOL-Eigenschaften kommt die An-74 mit 300 Metern Lande- und 250 Metern Startrollbahn aus, wie sie 1987 bei ihrer Landung auf der driftenden Eisscholle der Polarstation SP-27 bewies.
Die Anordnung ihrer Triebwerke führte zum Spitznamen „Tscheburaschka“, einer Film- und Romanfigur mit großen Ohren.
Für den Einsatz in der Arktis sind Skier für das Fahrwerk montierbar. Die Flügelvorderkanten lassen sich enteisen. Dies lässt den Einsatz in Zonen von −60° bis +45° zu. Damit kann sie von unbefestigten Pisten oder Eis- und Schneeflächen in der Arktis aus operieren, wo andere Flugzeuge nicht mehr starten und landen können. Hinzu wurden verbesserte Navigationsinstrumente sowie Zusatztanks eingebaut.

## Varianten
Die neuesten Versionen sind die An-74T (Frachter) bzw. An-74TK-200 (Kombifrachter). Hier werden nur noch zwei Besatzungsmitglieder benötigt, zudem ist ein höheres Startgewicht (größere Zuladung) möglich.

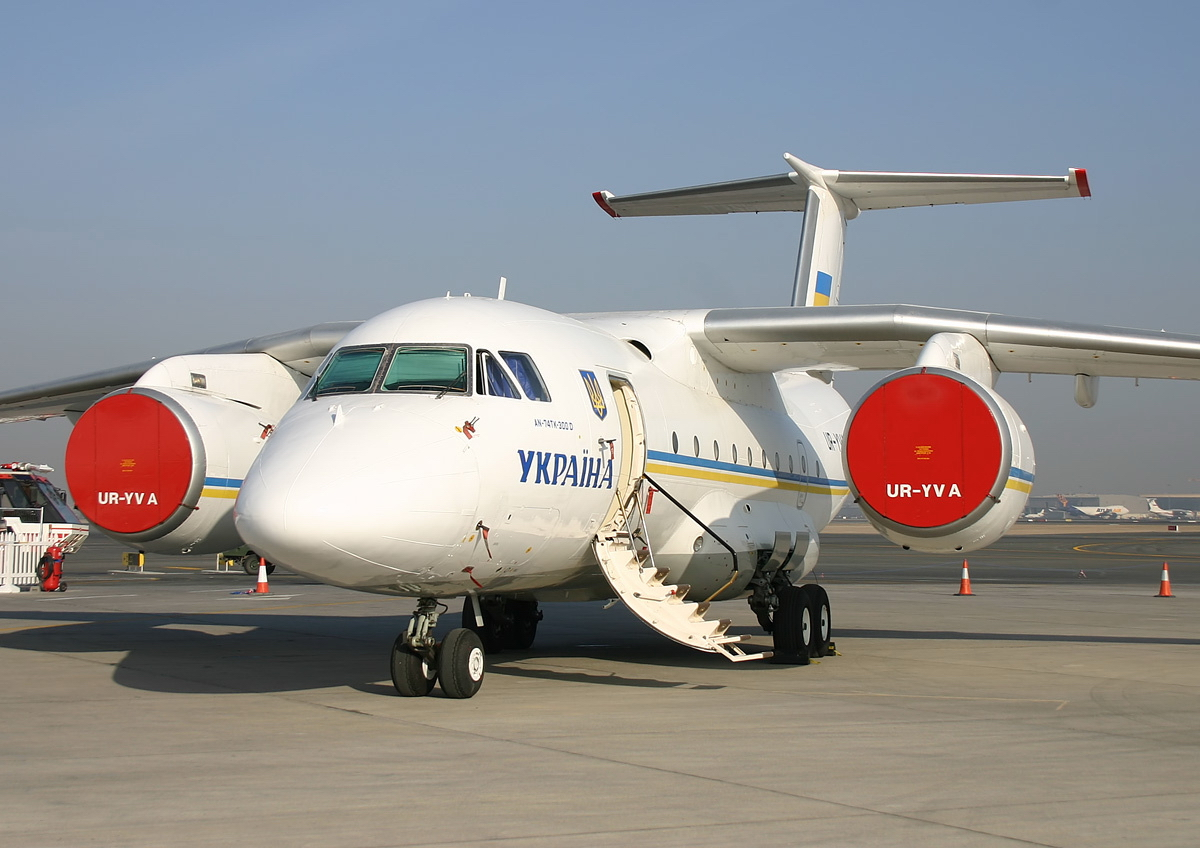
An-74TK-300 mit unter der Tragfläche aufgehängten Triebwerken, Dubai 2005

Die An-74TK-300 hat konventionell unter den Tragflächen aufgehängte Triebwerke. Der Erstflug war am 20. April 2001.
Auf der Basis der An-74-300 wurde ein neuer Flugzeugtyp entwickelt. Dieser wurde mit verbesserten Triebwerken ausgestattet und trägt die Bezeichnung Antonow An-148.

## Militärische Nutzer
Ägypten
- 2 × (insgesamt 9 bestellt)

 Äquatorialguinea
- 2 ×

 Iran
- 11 ×

 Kasachstan
- 1 × (insgesamt 2 beschafft)

 Laos
- 1 × (VIP-Transporter, ursprünglich 2, Absturz am 17. Mai 2014)

 Libyen
- 1 × Libyan Civil Aviation Authority (5A-CAA)

 Moldau
- 2 ×

 Peru
- 0 × (bis 1990 2 Stück)

 Russland
- 39 ×

 Ukraine
- 26 ×

## Zwischenfälle
- Am 16. September 1991 verunglückte eine Antonow An-74 der Antonov Airlines (Kennzeichen СССР-74002) beim Start vom Flugplatz Lensk unterwegs zum Flughafen Omsk. Das Flugzeug war überladen und stürzte 4 km später ab. Die sechs Besatzungsmitglieder und sieben Passagiere kamen dabei ums Leben (siehe auch Flugunfall einer Antonow An-74 bei Lensk 1991).[3]

- Am 17. Mai 2014 um 7 Uhr Ortszeit stürzte eine An-74-TK-300 der laotischen Luftwaffe während des Anfluges auf den Flughafen Xieng Khouang in dichtem Wald ab. Die Absturzstelle liegt etwa 4 Kilometer vom Flughafen entfernt. Von den 17 Personen an Bord überlebten nur 3 den Absturz. Das Flugzeug mit dem Luftfahrzeugkennzeichen RDPL-34020 (Seriennummer 36547098982) wurde 2009 gebaut und bei dem Absturz zerstört.[4]

- Am 29. Juli 2017 um ca. 11:00 Ortszeit musste eine An-74-TK-100 der Cavok Airlines mit dem Kennzeichen UR-CKC wegen Vogelschlags den Start vom Flughafen São Tomé abbrechen. Das Flugzeug konnte nicht mehr auf der Startbahn stoppen, rollt eine Böschung herab und kam dort zum Halt. Fünf Besatzungsmitglieder erlitten Verletzungen. Das Flugzeug wurde so schwer beschädigt, dass es nicht mehr repariert werden konnte.[5][6]

- Am 24.02.2022 wurde eine Antonov An-74 (Registration UR-74010) bei den russisch-ukrainischen Kampfhandlungen auf dem Flughafen Kiew Hostomel zerstört. Die Maschine wurde von Antonov Design Bureau betrieben.[7]

## Technische Daten
| Kenngröße             | Daten An-74T                                                           | Daten An-74TK-300                       |
| --------------------- | ---------------------------------------------------------------------- | --------------------------------------- |
| Besatzung             | 2                                                                      | 2                                       |
| Passagiere            | 68 Soldaten oder 57 Fallschirmjäger                                    | max. 52                                 |
| Länge                 | 28,07 m                                                                | 28,07 m                                 |
| Spannweite            | 31,89 m                                                                | 31,89 m                                 |
| Höhe                  | 8,65 m                                                                 | 8,65 m                                  |
| Flügelfläche          | 98,62 m²                                                               | 98,62 m²                                |
| Flügelstreckung       | 10,31                                                                  | 10,31                                   |

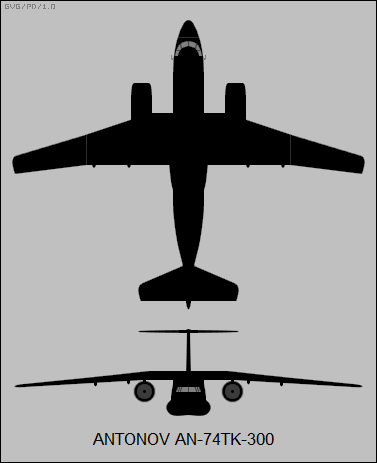
Zweiseitenansicht An-74TK-300

| Tragflächenbelastung  | - minimal (Leermasse): 193 kg/m² - maximal (max. Startmasse) 365 kg/m² |                                         |
| Leermasse             | 19.000 kg                                                              | 14.300 kg                               |
| max. Startmasse       | 36.000 kg                                                              | 37.500 kg                               |
| max. Nutzlast         | 10.000 kg                                                              |                                         |
| Höchstgeschwindigkeit | 705 km/h                                                               | 750 km/h                                |
| Reisegeschwindigkeit  | 550 km/h in 9.000 m Höhe                                               |                                         |
| Dienstgipfelhöhe      | 11.800 m                                                               | 10.100 m                                |
| Reichweite            | 1500–4300 km                                                           | 3500 km                                 |
| Triebwerke            | zwei Iwtschenko Progress ZMKB D-36A                                    | zwei Iwtschenko Progress ZMKB D-364A-A4 |
| Schub                 | 2 × 63,7 kN                                                            | 2 × 63,7 kN                             |